# Roberto Frinolli
 Roberto Frinolli  (* 13. listopadu 1940 Řím) je bývalý italský atlet, mistr Evropy v běhu na 400 metrů překážek z roku 1966.
Jeho prvním mezinárodním úspěchem bylo vítězství v běhu na 400 metrů překážek na univerziádě v roce 1963. Své vítězství zopakoval o dva roky později. Na mistrovství Evropy v roce 1966 zvítězil v běhu na 400 metrů překážek, byl rovněž členem italské štafety na 4 × 400 metrů, která doběhla šestá. Startoval také na olympiádě v Mexiku v roce 1968, kde skončil ve finále běhu na 400 metrů překážek osmý. Vytvořil zde časem 49,13 italský rekord, který byl překonán až v roce 1991.